# 華林寺駅
華林寺駅（かりんじえき）は、中華人民共和国広東省広州市荔湾区に位置する広州地下鉄8号線の駅である。

## 歴史
- 2020年11月26日：開業[1]。

## 隣の駅
広州地下鉄
■ 8号線
陳家祠駅 - 華林寺駅 - 文化公園駅

## 駅周辺
- 華林禅寺